# Lamprolabus bispinosus
Lamprolabus bispinosus es una especie de coleóptero de la familia Attelabidae.

## Distribución geográfica
Habita en Indonesia, Malasia y Camerún.